# Ma quale musica leggera
Ma quale musica leggera è un singolo della cantante italiana Loredana Bertè, pubblicato il 1º giugno 2012.
Il singolo esce dopo qualche mese dalla partecipazione al Festival di Sanremo in coppia con Gigi D'Alessio con il brano Respirare.
Il pezzo nasce dalla collaborazione con Edoardo Bennato che ne è l'autore sia della musica che del testo e che prende parte alla realizzazione della canzone suonando l'armonica e cantando parte del ritornello.
Il brano racconta delle difficoltà che si possono incontrare nel difficile percorso di un artista e Loredana ha commentato il pezzo dichiarando di averlo sentito suo fin dall'inizio, come un abito su misura.
La canzone è prodotta da Mario Lavezzi, che ha collaborato con Nicolò Fragile, Pietro Caramelli e Luca Vittori.
A metà giugno il Download digitale, raggiunge su iTunes la 27ª posizione.
Nel 2016 il brano viene riarrangiato e inserito nel disco Amici non ne ho... ma amiche sì!, cantato in duetto con la storica amica e vocalist di Mia Martini e Loredana Bertè, Aida Cooper. Questa nuova versione è contenuta anche nel disco Amiche in Arena.